# Pachytriton brevipes
Espèce
Synonymes
- Cynops chinensis David, 1875
- Triton brevipes Sauvage, 1876

Statut de conservation UICN

 LC  : Préoccupation mineure
Pachytriton brevipes est une espèce d'urodèles de la famille des Salamandridae. 

## Répartition
Cette espèce est endémique de  République populaire de Chine. Elle se rencontre au Guangdong, au Fujian et au Jiangxi.

## Publication originale
- Sauvage, 1876 : ?. L'institut. Journal des Académies et Sociétés Scientifiques de la France et de l'étranger. Paris, vol. 4, p. 274-275.